# Redmond (Oregon)
Redmond az Amerikai Egyesült Államok északnyugati részén, Oregon állam Deschutes megyéjében, a Cascade-hegységben, Közép-Oregon magaslati területén, Bendtől 24 km-re északra, Portlandtől 232 km-re, Salemtől 208 km-re, Eugene-től pedig 203 km-re helyezkedik el. A 2010. évi népszámláláskor 1653 lakosa volt. Területe 18,08 km², melynek 100%-a szárazföld.
A település a megye leggyorsabban növekvő közössége.
A településen a vulkáni tevékenység (Horse Lava Tube System) hat barlangot (Redmond Caves) hozott létre, amelyek a Deschutes folyótól indulva a Redmond Canyonban haladnak.

## Történet
A település nevét az 1905-ben itt letelepedő Frank T. Redmondról kapta. A területet 1906-ban jelölte ki egy vállalat, amely a Central Oregon Irrigation District részeként csatornát kívánt építeni. A villamosítás és a vasút 1911-ben érte el a helységet; utóbbinak köszönhetően a farmerek és kereskedők nagyobb bevételre tehettek szert. 1930-ban a népesség 1000 fő volt, ez 1940-re majdnem megduplázódott. Az 1940-es években a településen katonai légibázis működött; közforgalmú repülőtér a második világháború végétől üzemel itt.
Az 1950-es évektől az 1980-as évek közepéig a lakosság egyforma ütemben növekedett; a fő vonzerő a helyi bevásárlóközpont és a gyártóipar volt; ez azonban az 1990-es években megváltozott, amikor Redmond a megye leggyorsabban növekvő közössége lett. 2000 és 2006 között a lakószám 74,3%-kal nőtt, ami a munkalehetőségeknek és az alacsony megélhetési költségeknek köszönhető.

## Éghajlat
Redmond éghajlata megfelel a magaslati száraz klímának (hűvös éjszakák és napsütéses nappalok). Az éves átlagos csapadékmennyiség 200–250 mm, az éves lehulló hómennyiség pedig 61 cm. A hőmérséklet a téli éjszakákon -12 és -4, míg az év során átlagosan -18 és 4℃ között mozog. A földművelésügyi minisztérium adatai alapján az éves minimum -21 és -23℃ között változik.
A Közép-Oregonban jellemző időjárásnak megfelelően nyáron a nappali hőmérséklet 24 és 38 °C, míg az éjszakai- 4 és 16℃ között mozog; kemény fagyok ekkor ritkán jelentkezhetnek. Ősszel a nappalok rendszerint melegek és szárazak, az éjszakák pedig hűvösek. A Desert Research Institute részeként működő Western Regional Climate Center adatai alapján 1928 és 2006 között a legmelegebb hónap, július átlagainak középértéke 27,83℃.
A város hőmérséklete csak rövid ideig növekszik: az 1971 és 2000 közötti évek felében július 3-a után mértek utoljára, és már augusztus 31-e előtt először fagyot.
A város éghajlata a Köppen-skála szerint félszáraz (BSk-val jelölve). A legcsapadékosabb május hónap és a november–január, a legszárazabb pedig a július–szeptember közötti időszak. A legmelegebb hónap július, a leghidegebb pedig december és január.
| Hónap                                                          | Jan.  | Feb.  | Már.  | Ápr.  | Máj. | Jún. | Júl. | Aug. | Szep. | Okt.  | Nov.  | Dec.  | Év    |
| -------------------------------------------------------------- | ----- | ----- | ----- | ----- | ---- | ---- | ---- | ---- | ----- | ----- | ----- | ----- | ----- |
| Rekord max. hőmérséklet (°C)                                   | 18,3  | 22,2  | 23,3  | 30,6  | 36,1 | 35,6 | 37,8 | 36,7 | 36,1  | 32,2  | 25,0  | 18,9  | 37,8  |
| Átlagos max. hőmérséklet (°C)                                  | 5,6   | 8,3   | 11,7  | 15,0  | 19,4 | 23,9 | 28,3 | 27,2 | 22,8  | 16,7  | 9,4   | 5,6   | 16,2  |
| Átlaghőmérséklet (°C)                                          | 0,3   | 2,2   | 4,5   | 7,0   | 10,8 | 15,0 | 18,1 | 17,2 | 13,4  | 8,7   | 3,6   | 0,3   | 8,5   |
| Átlagos min. hőmérséklet (°C)                                  | −5,0  | −3,9  | −2,8  | −1,1  | 2,2  | 6,1  | 7,8  | 7,2  | 3,9   | 0,6   | −2,2  | −5,0  | 0,7   |
| Rekord min. hőmérséklet (°C)                                   | −28,3 | −28,9 | −11,1 | −11,1 | −7,8 | −3,9 | −1,7 | −1,1 | −8,3  | −18,3 | −22,2 | −23,3 | −28,9 |
| Átl. csapadékmennyiség (mm)                                    | 27    | 17    | 17    | 15    | 25   | 20   | 10   | 12   | 10    | 16    | 25    | 27    | 221   |
| Forrás: The Weather Channel és Western Regional Climate Center |       |       |       |       |      |      |      |      |       |       |       |       |       |

## Népesség

### 2010
A 2010-es népszámláláskor a városnak 26 215 lakója, 9947 háztartása és 6789 családja volt. A népsűrűség 602,8 fő/km2. A lakóegységek száma 10 965, sűrűségük 252,1 db/km2. A lakosok 89%-a fehér, 0,4%-a afroamerikai, 1,3%-a indián, 0,8%-a ázsiai, 0,2%-a a Csendes-óceáni szigetekről származik, 2,9%-a egyéb, 5,4%-a pedig kettő vagy több etnikumú. A spanyol vagy latino származásúak aránya 12,5% (10,5% mexikói, 0,1% Puerto Ricó-i,  1,8% egyéb spanyol vagy latino származású.)
A háztartások 38,6%-ában élt 18 évnél fiatalabb. 48,7% házas, 13,9% egyedülálló nő, 5,6% egyedülálló férfi, 31,7% pedig nem család. 24% egyedül élt; 9,6%-uk 65 éves vagy idősebb. Egy háztartásban átlagosan 2,61 személy élt; a családok átlagmérete 3,07 fő.
A medián életkor 33,9 év volt. A város lakóinak 27,9%-a 18 évesnél fiatalabb, 8,8% 18 és 24 év közötti, 28,8%-uk 25 és 44 év közötti, 21,9%-uk 45 és 64 év közötti, 12,7%-uk pedig 65 éves vagy idősebb. A lakosok 48,3%-a férfi, 51,7%-a pedig nő.

### 2000
A 2000-es népszámláláskor  a városnak 13 481 lakója, 5260 háztartása és 3618 családja volt. A népsűrűség 310 fő/km2. A lakóegységek száma 5584, sűrűségük 128,4 db/km2. A lakosok 93,72%-a fehér, 0,09%-a afroamerikai, 1,16%-a indián, 0,65%-a ázsiai, 0,16%-a a Csendes-óceáni szigetekről származik, 2,14%-a egyéb-, 2,08%-a pedig kettő vagy több etnikumú. A spanyol vagy latino származásúak aránya 5,48% (4,3% mexikói, 0,1% Puerto Ricó-i,  1,1% pedig egyéb spanyol/latino származású.)
A háztartások 38,1%-ában élt 18 évnél fiatalabb. 52,2% házas, 12,2% egyedülálló nő; 31,2% pedig nem család. 24,6% egyedül élt; 10,6%-uk 65 éves vagy idősebb. Egy háztartásban átlagosan 2,54 személy élt; a családok átlagmérete 3,02 fő.
A város lakóinak 29,6%-a 18 évesnél fiatalabb, 8,6% 18 és 24 év közötti, 30,6%-uk 25 és 44 év közötti, 18,3%-uk 45 és 64 év közötti, 13%-uk pedig 65 éves vagy idősebb. A medián életkor 33 év volt. Minden 100 nőre 93,1 férfi jut; a 18 évnél idősebb nőknél ez az arány 88.
A háztartások medián bevétele 33 701 amerikai dollár, ez az érték családoknál $41 481. A férfiak medián keresete $31 940, míg a nőké $23 508. A város egy főre jutó bevétele (PCI) $16 286. A családok 6,6%-a, a teljes népesség 9,7%-a élt létminimum alatt; a 18 év alattiaknál ez a szám 8,9%, a 65 évnél idősebbeknél pedig 7,5%.

## Infrastruktúra

### Oktatás
A Redmondi Iskolakerület 1400 négyzetkilométeren 11 iskolát (7 általános, 2 középiskola és 2 gimnázium (Redmond- és Ridgeview High School)) üzemeltet, valamint a városban található egy óvodai előkészítőtől 12. osztályig diákokat fogadó keresztény magániskola. 2006. szeptember 26-án a tanulólétszám 6892 fő volt. Az általános iskolák óvodától 5., a középiskolák 6-tól 8., a gimnáziumok pedig 9-12. közötti évfolyamokkal működnek.
A településen van még a Közép-Oregon teljes területéről nebulókat fogadó 6-12. osztályokat indító Redmond Proficiency Academy előkészítő.

### Közlekedés

#### Vasút
A BNSF tehervasúti vonala észak–déli irányban szeli át a várost; a pálya mentén számos, áruszállításra használt, leágazó szakasz van. A legközelebbi személyvonati megálló a 121 km-re délre lévő, Klamath megyei Chemultban van, ahol az Amtrak Coast Starlight vonata is megáll.

#### Közút
A település a 97-es és 126-os utak találkozásánál fekszik; előbbi városi szakasza Redmond Parkway néven gyorsforgalmi útként szeli át a közösséget.

#### Légi közlekedés
A régió közforgalmú repülőtere a Redmondi városi repülőtér, ahonnan az Alaska Airlines, az American Airlines, a Delta Air Lines és a United Airlines indítanak járatokat Portlandbe, Seattle-be, Salt Lake Citybe, Los Angelesbe, illetve San Franciscó-ba.
Az erdőszolgálat tűzoltóságot és kiképzőközpontot üzemeltet a reptéren; a tüzekhez a Butler Aircraft DC-7-eseivel vonulnak ki.

## Gazdaság
Az egyik legnagyobb helyi munkaadó az erdőszolgálat helyi repülőtéren működő tűzoltósága és kiképzőközpontja (Redmond Air Center).
Az egyik leggyorsabban növekvő helyi vállalat a PCC-Schlosser, amely repülőkhöz és orvosi gépekhez állít elő titiániumborítást.
A T-Mobile korábban egy több mint 700 főt foglalkoztató call centert tartott fenn itt, de ezt 2013 júniusában bezárták; a létesítményt jelenleg a Consumer Cellular bérli, amely jelenleg 200 személyt alkalmaz, akik között sok korábbi T-Mobile alkalmazott is van; a vállalat a munkavállalók számát 650-re szeretné növelni.
A legrégebbi, megszakítások nélkül működő vállalkozás a The Redmond Spokesman hetilap, melynek első száma 1910. július 4-én jelent meg. A Laidlaw Chronicle-t is kiadó Henry és Clara Palmer cégüket Redmondba költöztették, így a mára megszűnt Oregon Hub és Enterprise lapok kihívót kaptak.
A helység legnagyobb foglalkoztatója, egyben a megye legnagyobb társaságiadó-fizetője a 10 km-re nyugatra fekvő Eagle Crest településen üzemelő üdülő, az Eagle Crest Resort.

## Látnivalók
A településtől 10 km-re nyugatra található az Eagle Crest helység területén fekvő, azonos nevű üdülőtelep.
Redmond és Terrebonne között félúton fekszik a Smith-sziklai Állami Park.
A közelben van a vulkáni tevékenység által létrehozott Horse Lava Tube System.

### Növényzet
A környéken két növényfaj domináns, a borókafélék és a fejletlen területek őshonos cserjefélék.

## Híres személyek
- Arthur Tuck – gimnáziumi versenyeket nyert atléta[27]
- Les AuCoin – Oregon egyes számú körzetének képviselője[28]
- Sam Johnson – a képviselőház tagja, Redmond polgármestere 1979-től 1984-es haláláig[29]
- Tom McCall – Oregon 30. kormányzója 1967 és 1975 között[30]

## Fordítás
Ez a szócikk részben vagy egészben  a   Redmond, Oregon című angol Wikipédia-szócikk ezen változatának fordításán alapul.  Az eredeti cikk szerkesztőit annak laptörténete sorolja fel. Ez a jelzés csupán a megfogalmazás eredetét és a szerzői jogokat jelzi, nem szolgál a cikkben szereplő információk forrásmegjelöléseként.